# Praha – Karlovy Vary – Praha
Praha – Karlovy Vary – Praha je název jednorázového cyklistického závodu (tzv. klasiky), nejstaršího, nejdelšího a nejznámějšího v Čechách.
První ročník se uskutečnil v roce 1921. Jezdí se tradičně na závěr sezóny, v září nebo říjnu. Délka závodu se v závislosti na dílčích změnách trasy pohybuje okolo 260 km. Nejčastějším vítězem je Jan Veselý – osmkrát. V devadesátých letech, kdy mohli čeští cyklisté startovat v zahraničí, prestiž závodu klesala, až byl nakonec zrušen. V roce 2005 byla tradice obnovena pod patronátem UCI. Ročník 2011 se neuskutečnil na protest proti tomu, že závod nebyl zařazen do elitní kategorie, později se závod nekonal kvůli sporům pořadatelů s Českým cyklistickým svazem.
O náročnosti závodu svědčí následující úryvek ze Zlaté knihy cyklistiky:
| „                        | Když v roce 1946 letenští pořadatelé po nucené přestávce válečných let závod obnovili, objevili se na startu dva tehdy nejslavnější francouzští amatéři Baltin a Bergamsci. Domnívali se, že jedou na jakýsi výlet, o síle našich závodníků neměli představu a bezpečně počítali s tím, že zvítězí. Baltin vzdal už krátce za obrátkou, Bergamasci při zpáteční cestě na občerstvovací stanici ve Slaném uhodil kolem o chodník a rozčileně křičel: „Dál už nejedu, vy jste se všichni zbláznili. Něco tak těžkého není vůbec pro amatéry. Je to trať, jakou u nás jezdí jen profesionálové.“ Nechal se sice přesvědčit, aby závod dokončil, byl dokonce patnáctý, ale od vítěze Jana Veselého ho dělilo 48 minut. Když doma novinářům vyprávěl své zážitky, nikdo mu nechtěl věřit a ve francouzském tisku se objevil ironický článek o tom, že Bergamasci podlehl únavě natolik, že si nic nepamatuje, protože 262 km nemůže žádný amatér světa v závodě ujet. | “ |
| — Zlatá kniha cyklistiky | |   |

## Seznam vítězů
- 1921 Josef Proda–Procházka, Československo
- 1922 Bohumil Rameš, Československo
- 1923 Karel Červenka, Československo
- 1924 nejelo se
- 1925 Karel Červenka, Československo
- 1926 Karel Červenka, Československo
- 1927 Ladislav Císař, Československo
- 1928 František Chytil, Československo
- 1929 Ladislav Brůžek, Československo
- 1930 Ladislav Brůžek, Československo
- 1931 Karel Frič, Československo
- 1932 Karel Frič, Československo
- 1933 Karel Frič, Československo
- 1934 Leo Nielsen, Dánsko
- 1935 Frede Seerensen, Dánsko
- 1936 Otakar Rozvoda, Československo
- 1937 Otakar Rozvoda, Československo
- 1938 Otakar Rozvoda, Československo
- 1939-1945 nejelo se
- 1946 Jan Veselý, Československo
- 1947 Jan Veselý, Československo
- 1948 Jan Veselý, Československo
- 1949 Jan Veselý, Československo
- 1950 Jan Veselý, Československo
- 1951 Jan Veselý, Československo
- 1952 Karel Nesl, Československo
- 1953 Jan Kubr, Československo
- 1954 Jan Veselý, Československo
- 1955 Jan Veselý, Československo
- 1956 ? Maunier, Francie
- 1957 Josef Křivka, Československo
- 1958 Rudolf Revay, Československo
- 1959 Jan Kubr, Československo
- 1960 Rudolf Revay, Československo
- 1961 Jaroslav Kvapil, Československo
- 1962 Jaroslav Kvapil, Československo
- 1963 Jan Smolík, Československo
- 1964 Jaroslav Kvapil, Československo
- 1965 Ján Svorada st., Československo
- 1966 Hans Kacmierczak, Německá demokratická republika
- 1967 Petr Hladík, Československo
- 1968 nejelo se
- 1969 Jiří Vlček, Československo
- 1970 Antonín Bartoníček, Československo
- 1971 Jiří Háva, Československo
- 1972 Zdeněk Bartoníček, Československo
- 1973 Emil Jørgen Hansen, Dánsko
- 1974 Vlastimil Moravec, Československo
- 1975 Michal Klasa, Československo
- 1976 Zdeněk Bartoníček, Československo
- 1977 Zdeněk Hebeda, Československo
- 1978 Teodor Černý, Československo
- 1979 Martin Goetze, Německá demokratická republika
- 1980 Teodor Černý, Československo
- 1981 Hans-Joachim Hartnick, Německá demokratická republika
- 1982 Vendelín Kvetan, Československo
- 1983 Vladimír Dolek, Československo
- 1984 Josef Dvořák, Československo
- 1985 Jiří Trávníček, Československo
- 1986 Wolfgang Lötzsch, Německá demokratická republika
- 1987 Stanislav Masiar, Československo
- 1988 Miroslav Sýkora, Československo
- 1989 Otakar Fiala, Československo
- 1990-2005 nejelo se
- 2006 - Matija Kvasina, Slovinsko
- 2007 - Stanislav Kozubek, Česko
- 2008 - Eric Baumann, Německo
- 2009 - Danilo Hondo, Německo
- 2010 - Andreas Schillinger, Německo